# 2012年天津特大暴雨
2012年7月中下旬，中国大部分地区遭遇暴雨，天津地区连续数日遭受暴雨过境。

## 降雨

### 第一轮暴雨
7月21日晚间至22日，天津市平均降雨量为98.6毫米，是1978年以来历史同期的最高记录，天津市区北部的宝坻区大白庄降雨量达294.7毫米，是本次天津市强降雨的最大降雨量，市区最大降雨量也已经达到了137.4毫米。市区内共出现18处积水，北部区县农田积水达236万亩，共转移4.57万人，其中蓟县转移了292户、1106名群众和260名游客。强降雨造成天津市出现部分通信故障，其中以蓟县的情况最为严重，在工作人员的抢修下，所有通讯故障已经恢复。23日晚间，北京暴雨造成的洪水流经海河流域下游天津市的北运河、青龙湾减河进入渤海。

### 第二轮暴雨
7月25日至26日，天津市陆续有大到暴雨过境。天津市气象台分别于7月26日5时35分和6时2次发布暴雨橙色预警。天津市区西南部的西青区大寺镇降雨量为344.9毫米，是此轮暴雨的最大雨量。

## 影响及灾情

### 交通
7月26日早晨，天津滨海国际机场所有航班全部取消，29班进出港飞机延误。